# Prescot
Prescot is een civil parish in het bestuurlijke gebied Knowsley, in het Engelse graafschap Merseyside. De plaats telt 11.326 inwoners.

## Sport
De plaatselijke voetbalclub, Prescot Cables FC, speelt in de Northern Premier League in het Valerie Park, dat in Prescot gelegen is.